# Debí Tirar Más Fotos
Debí Tirar Más Fotos (с исп. — «Надо было сделать больше фотографий», стилизовано как DeBÍ TiRAR MáS FOToS; сокращённо — DTMF) — шестой студийный альбом пуэрториканского рэпера Бэд Банни, выпущенный 5 января 2025 года на лейбле Rimas Entertainment (все песни на испанском языке).
В музыкальном плане это прежде всего реггетон, в котором смешались различные элементы пуэрториканской музыки, которую Бэд Банни слушал в детстве, в том числе Plena, jíbaro и сальса. Лирическое содержание альбома исследует сложности политического статуса Пуэрто-Рико и связанные с этим проблемы, такие как джентрификация и потеря культурной идентичности. В альбом вошли совместные работы с Chuwi, Omar Courtz, Los Pleneros de la Cresta, Dei V и RaiNao.
Debí Tirar Más Fotos был поддержан тремя синглами, включая «El Clúb», «Pitorro de Coco» и «Baile Inolvidable». Кроме того, в поддержку альбома был выпущен одноимённый короткометражный фильм, выложенный на YouTube, а также концертная резиденция No Me Quiero Ir de Aquí. После выхода альбом получил одобрение музыкальных критиков, которые сочли его самым личным альбомом Бэд Банни и данью уважения Пуэрто-Рико. Альбом занял первое место в Billboard 200, став его четвёртым по счёту и шестым испаноязычным альбомом, возглавившим этот чарт.

## История
После выпуска нескольких синглов Бэд Банни анонсировал свой шестой сольный студийный альбом под названием Debí Tirar Más Fotos и поддержал его двумя синглами, «El Clúb» и «Pitorro de Coco». 9 января выпустил третий сингл «Baile Inolvidable». Он решил дать альбому такое название, потому что сначала ненавидел фотографировать, но со временем привык к этому, дополнительно заявив, что его идея — «наслаждаться моментом, когда я мог, и ценить воспоминания».

## Музыка и темы
Debí Tirar Más Fotos — это, прежде всего, альбом в стиле реггетон, который включает в себя несколько музыкальных жанров пуэрториканской музыки, таких как jíbaro, plena и сальса. Продюсированием альбома занимались частые соавторы Бэд Банни — Tainy, La Paciencia и MAG, а также новые соавторы — Big Jay и Saox.

## Маркетинг

### Продвижение и релиз
5 декабря 2024 года артист выпустил лид-сингл «El Clúb», «неземной» трек, в котором «пульсирующие хаус-биты» сочетаются с «ностальгическими» чувствами. Бэд Банни анонсировал альбом три недели спустя, 26 декабря. Вместе с анонсом был выпущен второй сингл «Pitorro de Coco». Треклист альбома был обнародован 3 января 2025 года вместе с сопровождающим его короткометражным фильмом на YouTube, снятым Бэд Банни совместно с актёром, режиссёром и драматургом Хакобо Моралесом.
Альбом был выпущен в воскресенье, 5 января 2025 года, в 12 часов дня по восточному времени, за день до Богоявления, в качестве подарка для своих поклонников. В рамках дальнейшего продвижения альбома он выступил в качестве соведущего на Ночном шоу с Джимми Фэллоном 13 января, дополнительно исполнив песню «Voy a Llevarte Pa' PR».

### Художественное оформление и визуальные эффекты
Обложка альбома Debí Tirar Más Fotos была обнародована 3 января 2025 года. На ней изображены два стула-моноблок, расставленные на грязно-травяном поле с банановыми деревьями на заднем плане. По словам Бьянки Бетанкур из Harper’s Bazaar, обложка альбома «призвана вызвать отклик» как у жителей штата, так и у пуэрториканцев с острова.
Визуализаторы к каждому треку на YouTube показывают историю Пуэрто-Рико в виде слайдов, содержание которых собрал пуэрториканский профессор Университета Висконсин-Мэдисон Джорелл Мелендес Бадильо. В них обсуждаются такие моменты, как испанская колонизация, приобретение Пуэрто-Рико Соединёнными Штатами, пуэрториканская диаспора, репрессии и слежка в XX веке, убийство студенческой активистки Антонии Мартинес (1949—1970), создание пуэрториканского флага и флага Грито де Ларес (флаг восставших в 1868 году против колонизаторов, ныне используемый для демонстрации поддержки независимости Пуэрто-Рико от США).

## Отзывы
| Совокупная оценка | Совокупная оценка |
| Источник          | Оценка            |
| ----------------- | ----------------- |
| AnyDecentMusic?   | 8.7/10            |
| Metacritic        | 95/100            |
| Оценки критиков   |                   |
| Источник          | Оценка            |
| AllMusic          | [ 23 ]            |
| Clash             | 8/10              |
| NME               | [ 25 ]            |
| Pitchfork         | 8.8/10            |
| PopMatters        | 9/10              |
| Rolling Stone     | [ 7 ]             |

Альбом получил положительные отзывы музыкальных критиков и обозревателей. По данным агрегатора рецензий Metacritic, Debí Tirar Más Fotos получила «всеобщее признание» на основе средневзвешенной оценки 95 из 100 из 8 оценок критиков.
В пятизвездочной рецензии Майя Джорджи из Rolling Stone назвала этот альбом «домашним, ликующим и свежим» и завершила свой отзыв словами: «В Nadie Sabe он заявил, что находится в расцвете сил. Теперь, на Debí Tirar Más Fotos, стало ясно, что он наконец-то в расцвете». Лукас Вилла из NME высоко оценил альбом за «революцию в народной музыке Пуэрто-Рико», а также за смешение ностальгических звуков из детства Bad Bunny с современным производством.
Критики похвалили альбом за подход к политическим вопросам. Татьяна Ли Родригес из Pitchfork высоко оценила рассказ о борьбе Пуэрто-Рико за суверенитет, «уходящий корнями в сложные века испанской, а затем американской колонизации». Дэвид Кроун, написавший для AllMusic, назвал Debí Tirar Más Fotos «пуэрториканским триумфом». В положительной рецензии Робин Мюррей из Clash счел альбом «любовным письмом к наследию [Bad Bunny]» и дополнительно отметил, что он «мощный и личный».
Кроме того, Реанна Круз из Pitchfork присудила песне «Lo Que Le Pasó a Hawaii» звание лучшего нового трека. Трек привлек большое внимание в социальных сетях, таких как X (бывший Twitter), и был осужден сторонниками государственности (estadistas), некоторые из которых продолжают рассматривать Гавайи как успешную модель для пуэрториканской государственности. Сторонники государственности иногда обвиняли Bad Bunny в поддержке независимости Пуэрто-Рико, особенно после его поддержки кандидатов, связанных с Пуэрто-Риканской партией независимости и Движением за победу граждан, таких как Хуан Далмау на пост губернатора и Мануэль Наталь Альбело на пост мэра Сан-Хуана соответственно.
Ана Клара Рибейро в своей рецензии в PopMatters написала: «DeBÍ TiRAR MáS FOTOS одновременно ориентирован на прошлое и будущее. Бэд Банни использует ностальгию, чтобы установить связь с фанатами и осудить риски будущего без людей и культуры, которую они любят. Переплетая индивидуальные и местные особенности, Бэд Банни доказывает, что места, где создаются прекрасные воспоминания, тоже могут стать просто воспоминаниями. Если в песне „Baile Inolvidable“ он поет „Я не могу забыть тебя / Ты научил меня любить / Ты научил меня танцевать“, то альбом предполагает, что нас могут научить любить и танцевать не только конкретные люди, но и место и его культура».

## Коммерческий успех
Debí Tirar Más Fotos дебютировал на втором месте в Billboard 200 за неделю 18 января 2025 года, уступив WHAM американского рэпера Лил Бэби, набрав 122 000 эквивалентных альбому единиц (из которых только 8 000 пришлось на продажи чистого альбома), став седьмым попаданием Бэд Банни в первую десятку чарта и его первым альбомом, не занявшим первое место со времён YHLQMDLG (2020).
Это было связано с тем, что альбом вышел в воскресенье, а не в пятницу, как обычно в индустрии, в результате чего было отслежено всего пять дней активности. На следующей неделе альбом занял первое место в Billboard 200, заработав 203 500 дополнительных единиц в основном за счёт потокового вещания, и 7 500 — за счёт традиционных продаж альбома. Он стал четвёртым альбомом Бэд Банни, занявшим первое место, а также шестым испаноязычным и 28-м неанглоязычным альбомом, возглавившим чарт.
Альбом дебютировал на вершине чарта Top Streaming Albums, заработав 113 500 потоковых эквивалентных альбомных единиц (которые состоят из 152,16 миллиона официальных потоков по требованию) за пять дней отслеживания. Это была самая большая неделя потокового вещания для альбома латинской музыки в чарте более чем за год. На следующей неделе альбом заработал 195 000 единиц потокового эквивалента от 264,03 миллионов официальных потоков по требованию и остался на вершине Top Streaming Albums на вторую неделю. Кроме того, альбом дебютировал на вершине чартов Top Latin Albums и Latin Rhythm Albums, став девятым альбомом номер один в обоих чартах. Успех альбома был частично объяснён вирусным успехом заглавного трека в TikTok.
Все 17 треков альбома также попали в чарт Billboard Hot 100. Благодаря этому Бэд Банни стал первым латиноамериканским исполнителем, у которого более 100 песен вошли в этот чарт, и одиннадцатыми исполнителями с наибольшим количеством записей в чарте — всего 113 записей. В чарте Hot Latin Songs все треки альбома также попали в чарт, причём десять из них полностью вошли в топ-10 последнего чарта.

## Список композиций
Слова и музыка всех песен — Benito Martínez, кроме указанных..
| №                   | Название                                     | Автор(ы)                                                                  | Продюсеры                                                                                   | Длительность |
| ------------------- | -------------------------------------------- | ------------------------------------------------------------------------- | ------------------------------------------------------------------------------------------- | ------------ |
| 1.                  | «Nuevayol»                                   | Martínez Marco Borrero Roberto Rosado Justi Barreto [a]                   | MAG La Paciencia Justo Barreto                                                              | 3:03         |
| 2.                  | «Voy a Llevarte Pa' PR»                      |                                                                           | Tainy La Paciencia Dysbit                                                                   | 2:36         |
| 3.                  | «Baile Inolvidable»                          |                                                                           | MAG La Paciencia Elikai Big Jay Julito                                                      | 6:07         |
| 4.                  | «Perfumito Nuevo» (с RaiNao)                 | Martínez Naomi Ramírez                                                    | Tainy La Paciencia Richi López                                                              | 3:20         |
| 5.                  | «Weltita» (с Chuwi)                          | Martínez Wilfredo Aldarondo Lorén Aldarondo Wester Aldarondo Adrián López | La Paciencia Eduardo Cabra Big Jay Pau Donés                                                | 3:07         |
| 6.                  | «Veldá» (с Omar Courtz и Dei V)              | Martínez Joshua Medina David Rivera                                       | Tainy Foreign Teck Bassy Frank King Osakis Wisin KarBeats Chencho Corleone [b] Maldy [b]    | 3:55         |
| 7.                  | «El Clúb»                                    | Martínez Borrero Scotty Dittrich                                          | MAG La Paciencia Saox Uv Killin Em Dittrich the Change Julia Lewis Mick Coogan Aidan Cullen | 3:42         |
| 8.                  | «Ketu Tecré»                                 |                                                                           | Tainy MAG La Paciencia                                                                      | 4:10         |
| 9.                  | «Bokete»                                     |                                                                           | MAG La Paciencia Coogan Don Oskar Evrgrn                                                    | 3:35         |
| 10.                 | «Kloufrens»                                  |                                                                           | Tainy MAG La Paciencia Coogan Tyler Spry Mvsis De la Cruz                                   | 3:19         |
| 11.                 | «Turista»                                    |                                                                           | MAG La Paciencia Jonathan "Yoni" Asperil Dittrich                                           | 3:10         |
| 12.                 | «Café con Ron» (с Los Pleneros de la Cresta) |                                                                           | MAG La Paciencia                                                                            | 3:48         |
| 13.                 | «Pitorro de Coco»                            |                                                                           | Tainy MAG La Paciencia Chuíto el de Bayamón [c]                                             | 3:26         |
| 14.                 | «Lo Que Le Pasó a Hawaii»                    |                                                                           | Tainy MAG Hamed Flor Morales Ramos                                                          | 3:49         |
| 15.                 | «Eoo»                                        |                                                                           | Tainy La Paciencia                                                                          | 3:24         |
| 16.                 | «DTMF»                                       |                                                                           | MAG La Paciencia Dittrich Lewis Spry                                                        | 3:57         |
| 17.                 | «La Mudanza»                                 |                                                                           | Tainy La Paciencia Big Jay Julito                                                           | 3:33         |
| Общая длительность: | Общая длительность:                          | Общая длительность:                                                       | Общая длительность:                                                                         | 62:01        |

## Чарты
| Чарт (2025)                         | Высшая позиция |
| ----------------------------------- | -------------- |
| Австрия (Ö3 Austria)                | 3              |
| Бельгия/Фландрия (Ultratop)         | 2              |
| Бельгия/Валлония (Ultratop)         | 1              |
| Канада (Canadian Albums Chart)      | 2              |
| Дания (Hitlisten)                   | 7              |
| Нидерланды (Album Top 100)          | 1              |
| Финляндия (Suomen virallinen lista) | 31             |
| Франция (SNEP)                      | 2              |
| Германия (Offizielle Top 100)       | 3              |
| Венгрия (MAHASZ)                    | 2              |
| Исландия (Tónlistinn)               | 7              |
| Ирландия (IRMA)                     | 7              |
| Италия (FIMI)                       | 1              |
| Литва (AGATA)                       | 6              |
| Новая Зеландия (RMNZ)               | 16             |
| Норвегия (VG-lista)                 | 4              |
| 2                                   |                |
| Португалия (AFP)                    | 1              |
| Испания (PROMUSICAE)                | 1              |
| Швеция (Sverigetopplistan)          | 9              |
| Швейцария (Schweizer Hitparade)     | 1              |
| Великобритания (UK Albums Chart)    | 13             |
| США (Billboard 200)                 | 1              |
| США (Billboard Independent Albums)  | 1              |
| США (Billboard Top Latin Albums)    | 1              |
| 1                                   |                |

## Сертификации
| Регион                                                                      | Сертификация  | Продажи |
| --------------------------------------------------------------------------- | ------------- | ------- |
| Франция (SNEP)                                                              | Золотой       | 50 000  |
| Италия (FIMI)                                                               | Платиновый    | 50 000  |
| Испания (PROMUSICAE)                                                        | 3× Платиновый | 120 000 |
| Данные о продажах + прослушиваниях приведены только на основе сертификации. |               |         |